# Rochester (Vermont)
Rochester és una població dels Estats Units a l'estat de Vermont. Segons el cens del 2000 tenia 1.171 habitants.

## Demografia
Segons el cens del 2000, Rochester tenia 1.171 habitants, 511 habitatges, i 330 famílies. La densitat de població era de 8 habitants per km².
Per edats la població es repartia de la següent manera: un 22,1% tenia menys de 18 anys, un 5% entre 18 i 24, un 26,3% entre 25 i 44, un 28,8% de 45 a 60 i un 17,8% 65 anys o més.
L'edat mediana era de 43 anys. Per cada 100 dones de 18 o més anys hi havia 96,6 homes.
La renda mediana per habitatge era de 35.820 $ i la renda mediana per família de 41.131 $. Els homes tenien una renda mediana de 30.395 $ mentre que les dones 21.964 $. La renda per capita de la població era de 19.986 $. Entorn del 4,2% de les famílies i el 6% de la població estaven per davall del llindar de pobresa.